# Mittleres Wappen Preußens

Mittleres Wappen Wilhelms II. als König von Preußen

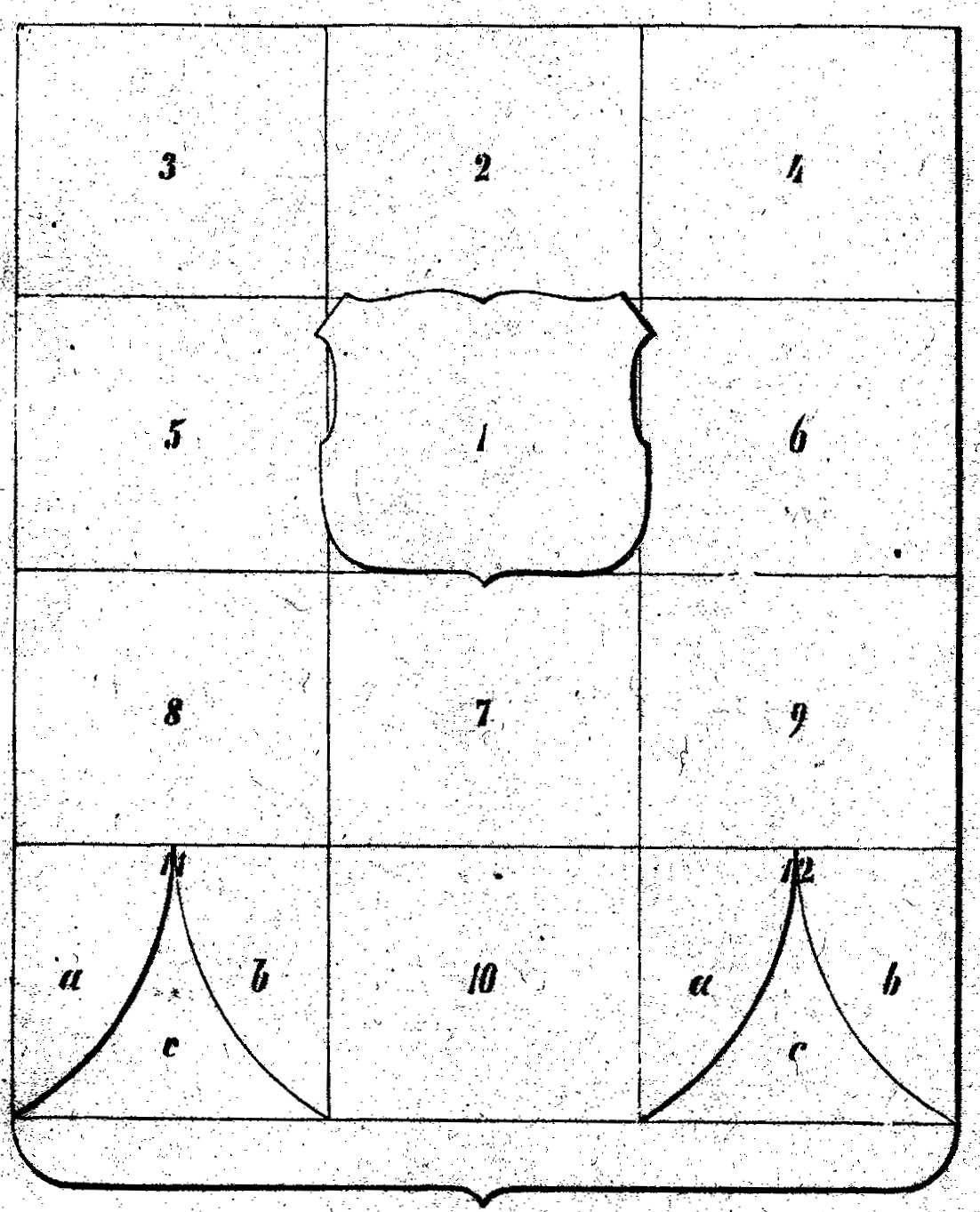
Wappenschema nach Anlage B des Erlasses vom 16. August 1873

Das mittlere Wappen Preußens bezeichnet die mittlere Version des preußischen Wappens. Zusammen wurden Großes und Mittleres Königliches Wappen mit dem Königlichen Titel des Königs von Preußen durch die Abänderung des „Allerhöchsten Erlass vom 11. Januar 1864“ zuletzt am 16. August 1873 berichtigt.

## Beschreibung des Wappenschildes
Der Wappenschild ist zweimal in die Länge und viermal quer in zwölf Felder und einen Schildfuß geteilt.
Die Reihenfolge folgt dem Wappenschema des preußischen Erlasses:

### 1. Königreich Preußen
Anstatt eines aufgelegten Mittelschildes: Im silbernen Felde ein schwarzer, goldbewehrter, rotgezungter Adler, der mit der königlichen Krone gekrönt ist und in der rechten Klaue den goldenen Königszepter, in der linken einen blauen, goldbereiften und bekreuzten Reichsapfel hält. Die Flügel sind mit goldenen Kleestängeln besteckt. Auf der Brust des Adlers steht der Namenszug König Friedrichs I., die verschlungenen Buchstaben FR.

### 2. Mark Brandenburg
Im silbernen Felde ein roter, goldbewehrter, rotgezungter Adler, der mit dem Kurhut geschmückt ist. In der rechten Klaue hält er einen goldenen Zepter, in der linken ein goldgegrifftes Schwert. Die Flügel sind mit goldenen Kleestängeln besteckt. Auf der Brust liegt ein blaues Herzschild, worin ein aufrecht gestellter goldener Zepter erscheint.

### 3. Herzogtum Schlesien
Im goldenen Felde ein schwarzer, goldbewehrter, rotgezungter, mit einer Herzogskrone bedeckter Adler. Auf der Brust desselben liegt ein silberner halbmond, zwischen dessen aufwärts gehenden Spitzen ein silbernes Kreuz hervorwächst.

### 4. Großherzogtum Niederrhein
Im silbernen Felde der Preußische Reichsadler, auf dessen Brust ein grünes, mit einem silbernen, wellenweis gezogenen Schrägrechtsbalken belegtes, mit einer Krone bedecktes Herzschildlein ruht.

### 5. Großherzogtum Posen
Im silbernen Felde der preußische Reichsadler, auf dessen Brust ein rotes, mit einem silbernen, goldbewehrten, rotgezungten, goldgekrönten Adler belegtes, mit einer Krone bedecktes Herzschildlein ruht.

### 6. Herzogtum Sachsen
In einem von Gold und Schwarz zehnmal quergestreiften Felde ein schräg rechts liegender grüner Rautenkranz.

### 7. Herzogtum Westphalen
Im roten Felde ein springendes silbernes Ross.

### 8. Herzogtum Pommern
Im silbernen Felde ein roter, goldbewehrter, rotgezungter Greif.

### 9. Herzogtum Lüneburg
Im goldenen, mit roten Herzen bestreuten Felde ein blauer, rotgezungter Löwe.

### 10. Burggrafschaft Nürnberg und Stammwappen der Hohenzollern/Grafschaft Zollern
Quergeteilt:
a. Oben im goldenen, mit einer von Silber und Rot zu zwölf gestückten Einfassung umgebenen Teile ein schwarzer, aufgerichteter, rotbewehrter, rotgezungter und rotgekrönter Löwe mit doppeltem Schweife (Burggrafschaft Nürnberg), dieses Wappen ist das ursprüngliche das der Grafen von Raabs.
b. Unten ein von Silber und Schwarz geviertes Feld (Stammwappen der Hohenzollern bzw. Grafen von Zollern).

### 11. Herzogtümer Holstein, Schleswig und Lauenburg
a. Im roten Platze ein von Silber und Rot quergeteiltes Schildlein, welches an den beiden oberen Ecken und am unteren Rande von je einem silbernen, mit der Spitze einwärts gekehrten Nagel, am oberen Rande aber und an beiden Seiten von je einem silbernen Nesselblatt begleitet ist (Holstein).
b. Im goldenen Felde zwei übereinander gehende, blaue, rotgezungte Löwen (Schleswig).
c. Im roten, mit einer von Silber und Schwarz zu zwölf gestückten Einfassung umgebenen Felde ein silberner Pferdekopf (Lauenburg).

### 12. Landgrafschaft Hessen, des Fürstentums Nassau und der Herrschaft zu Frankfurt a. M.
a. Im blauen Felde ein von Silber und Rot achtmal quergestreifter, goldbewehrter, rotgezungter und gekrönter Löwe (Hessen)
b. Im blauen, mit rautenförmigen goldenen Schindeln bestreuten Felde ein goldener, rotgezungter, gekrönter Löwe (Nassau).
c. Im roten Felde ein silberner, goldbewehrter und rotgezungter Adler (Frankfurt a. M.)